# Neocerambyx pubescens
Neocerambyx pubescens är en skalbaggsart som beskrevs av Fisher 1936. Neocerambyx pubescens ingår i släktet Neocerambyx och familjen långhorningar. Inga underarter finns listade i Catalogue of Life.